# Paléographie
Ne doit pas être confondu avec Épigraphie.
 (octobre 2017).
Si vous disposez d'ouvrages ou d'articles de référence ou si vous connaissez des sites web de qualité traitant du thème abordé ici, merci de compléter l'article en donnant les références utiles à sa vérifiabilité et en les liant à la section « Notes et références ».

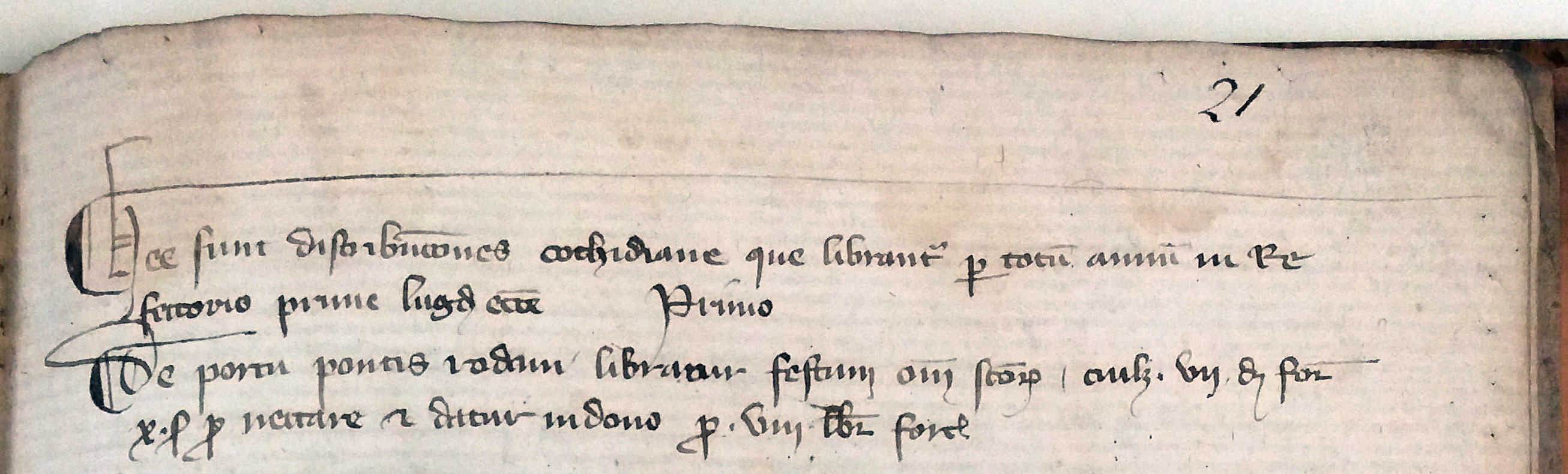
Exemple de texte en latin, dont la première phrase est : Hec sunt distributiones cothidiane que librantur per totum annum in refectorio prime Lugdunensis ecclesie.

La paléographie (du grec ancien παλαιός / palaiόs (« ancien »), et γραφία / graphía (« écriture ») est l'étude des écritures manuscrites anciennes, indépendamment de la langue utilisée (grec ancien, latin classique, latin médiéval, occitan médiéval, ancien français, moyen français, français classique, anciens caractères chinois, arabe, notation musicale, etc.).

## Épistémologie
La paléographie entretient des liens étroits avec des disciplines telles que la philologie, la codicologie ou la diplomatique et est considérée comme l'une des sciences auxiliaires de l'histoire.
La paléographie a trois objets :
- elle vise à la lecture et à l'édition des textes. Trois difficultés principales existent en effet qui empêchent de lire les documents anciens : d'une part, la graphie d'une même écriture évolue à travers le temps. L'alphabet latin connaît plusieurs formes ou styles d'écriture manuscrite successifs, telles que la minuscule caroline et l'écriture gothique. La paléographie sert donc à connaître la morphologie des lettres et à savoir déchiffrer les caractères qui constituent les textes de ces manuscrits. Certaines périodes sont marquées par l'emploi de très nombreuses ligatures entre les lettres : l'esperluette, par exemple, est l'une des rares ligatures, ou lien entre les lettres, qui subsistent de l'écriture mérovingienne ; l'écriture cursive grecque connaît également de nombreuses ligatures qui rendent les manuscrits anciens difficiles à lire pour ceux qui ne connaissent que l'alphabet grec imprimé à lettres détachées. Une autre difficulté est constituée par les nombreuses abréviations qui ont été utilisées, notamment dans l'écriture latine. Le paléographe doit donc connaître les abréviations courantes. Le tilde, aujourd'hui utilisé en espagnol, est à l'origine un signe marquant l'abréviation, en particulier la suppression de consonnes nasales. La paléographie permet de transcrire le document, c'est-à-dire d'en produire une copie moderne en rétablissant les abréviations : ce travail est particulièrement important pour les textes en latin car les abréviations portent fréquemment sur les finales, or la déclinaison du mot latin se particularise par l'usage de finales différentes. En cela, la paléographie est aussi bien une science auxiliaire de la diplomatique que de la philologie.
- La paléographie vise également, par l'étude des témoignages écrits, à reconstruire l'évolution des écritures dans le temps et à en connaître les causes et les développements. L'école française de paléographie, notamment avec Jean Mallon a mis à l'honneur le rôle primordial du ductus (ordre et sens du tracé de chaque partie de la lettre) dans l'évolution de l'écriture. La paléographie permet ainsi également de dater des traces et témoignages écrits et d'en situer la provenance géographique. La classification des écritures anciennes dans le domaine de l'alphabet latin a particulièrement été élaborée par l'école néerlandaise. La méthode de cette science consiste essentiellement en l'analyse des formes des lettres ou l'analyse des abréviations typiques. La paléographie ne remplace pas l'étude du support, notamment le papier dont les filigranes sont une aide précieuse pour la datation, mais support et écriture ne sont pas toujours contemporains l'un de l'autre.
- La paléographie vise enfin à étudier les systèmes de production de l'écriture, dans un contexte culturel et social. Cette tradition d'étude est particulièrement active dans les domaines italien et allemand (à travers l'étude de la Schriftlichkeit).

## Histoire de la discipline

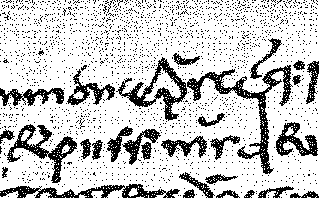
Texte ancien

L'histoire de l'écriture latine est étudiée de façon systématique depuis le XVIIe siècle. Le moine bénédictin mauriste Jean Mabillon (1632-1707) a établi une histoire de l'écriture dans son traité de diplomatique De re diplomatica libri VI et il a donné des noms aux différentes écritures, dont plusieurs sont toujours en usage aujourd'hui.
Depuis le début du XXe siècle, la recherche en paléographie se consacre principalement à l'étude d'écoles d'écritures. Bernhard Bischoff (1906-1991), spécialiste des écritures carolingiennes, est célèbre pour sa mémoire photographique et ses connaissances très vastes, mais, d'un point de vue méthodologique, il a surtout poursuivi l'œuvre de son maître Ludwig Traube, avec une visée attributionniste.
L'analyse des écritures tardo-médiévales a surtout été mise à l'honneur par le système de classification de Gerard Isaac Lieftinck, qui a été très critiqué, puis étendu et amélioré par Johann Peter Gumbert et Albert Derolez.
Pour l'écriture latine, en particulier française, les grands successeurs de Mabillon sont Champollion-Figeac, professeur de paléographie à l'École des chartes et fondateur de la collection de fac-simile, Natalis de Wailly (1805-1886), dont les Éléments de paléographie parus en 1832 ont été la base de l'enseignement de la paléographie à l'École des chartes, Léopold Delisle (1826-1910), Maurice Prou (1861-1930), Alain de Boüard (1882-1955), Charles Samaran (1879-1982), Jean Vezin (1933-), Robert Marichal (1904-1999), Emmanuel Poulle (1928-2011).
La paléographie se divise en plusieurs branches selon l'alphabet utilisé : paléographie latine (pour le latin, mais aussi le français, l'allemand, l'anglais, etc.), paléographie grecque, paléographie arabe, paléographie hébraïque, etc. La science des formes de notations de la musique au cours de l'histoire est connue sous le nom de paléographie musicale.
Elle doit être distinguée de l'épigraphie, l'étude des inscriptions, qu'on réduit souvent à l'étude des inscriptions les plus anciennes, mais qui est appliquée aussi pour le Moyen Âge. La papyrologie est une discipline-fille de la paléographie, qui se distingue par le support (papyrus contre codex manuscrits), plus fragile et souvent moins bien conservé et donc moins lisible.